# Салів (село)
Са́лів (до 1967 року — Са́лів Хутір) — село в Україні, у Миронівській міській громаді Обухівського району Київської області. До 2020 року Салів разом з селами Кутелів та Козин підпорядковувалися Козинській сільській раді, а нині ці села у складі Козинського старостинського округу. Населення становить 228 осіб.

## Географія
Селом Салів розташоване на берегах річки Росава, за 109 км від обласного центру, 66 км від районного центру та 7 км від адміністративного центру міської громади. За 7 км знаходиться найближча залізнична станція Миронівка.

## Населення
За переписом 1897 року кількість мешканців зросла до 719 осіб (351 чоловічої статі та 368 — жіночої), з яких 715 — православної віри. За даними всеукраїнського перепису населення 2001 року у селі мешкало 292 особи, у 2010 році — 256 осіб, нині — 228 осіб. 
Мова
Розподіл населення за рідною мовою за даними перепису 2001 року був наступним:
| українська | 287 | 98,29 |
| російська  | 5   | 1,71  |

## Історія
За переказами, на початку XVII століття у ці місця прибули козаки-втікачі Мирон Зелений та Герасим Сало. Мирон оселився на території сучасної Миронівки, Сало — далі вздовж Росави, за дві версти вище за Козин, де заснував хутір. Він мав свою садибу та водяний млин. Так виникло поселення Салів Хутір.
У XIX столітті у Салів хуторі була своя церква, яку була дочірньою церкві Архістратига Михайла у Козині.
Станом на 1885 рік у колишньому власницькому селі Салів Хутір Козинської волості Канівського повіту Київської губернії мешкало 544 особи, налічувалося 98 дворових господарств, існував постоялий двір.
У 1900 році в Салові хуторі налічувалося 135 дворів та мешкало 619 осіб. Тут діяли православна церква, школа грамоти, п'ять вітряних млинів, дві кузні. Село належало до маєтку графа Владислава Монтрезора (молодшого). Головним заняттям селян, яким належала 501 десятина землі, було хліборобство, що велося за трипільною системою.
Першими сільськогосподарськими об'єднаннями у Салові було кооперативне кущове бурякове виробниче товариство сіл Козина, Маслівки, Ємчихи, Салова Хутора, Кутеліва Хутора, яке утворено у 1922 році. У 1923 році в Українській СРР було проведено районування, внаслідок якого утворено округи і райони замість повітів і волостей. Зокрема, постановами ВУЦВК від 7 березня і 12 квітня 1923 року було утворено Миронівський район у складі Корсунської округи Київської губернії, до якого увійшла і Салево-Хутірська сільська рада. Станом на грудень 1938 року у Салові Хуторі діяв колгосп імені Леніна.
На початку німецько-радянської війни оборонні бої за села вели 199-а стрілецька, 34-а кавалерійська, 12-а танкова дивізії та бронепоїзд № 56. Салів був окупований 3 серпня 1941 року. З 1942 року на примусові роботи до Німеччини з Салова було вивезено 58 односельців, переважно молодих хлопців та дівчат. Салів відвойовано від окупації підрозділами 54-ого укріпрайону під командуванням генерал-майора Михайла Карначова 3 лютого 1944 року. За бойові заслуги у німецько-радянській війні односельці-учасники війни нагороджено орденами та медалями. З війни не повернулися 84 мешканці Салова. В пам'ять про загиблих односельців та радянських вояків у селі встановлений пам'ятник, поряд — братська могила, де поховані молодший лейтенант А. С. Панченко та молодший сержант В. М. Гусаков.
10 серпня 1954 року указом Президії Верховної Ради УРСР «Про укрупнення сільських рад депутатів трудящих в Київській області» Салево-Хутірську сільську раду було приєднано до Козинської сільради Миронівського району.
20 травня 1967 року рішенням виконавчого комітету Київської обласної ради депутатів трудящих № 402 «Про уточнення найменувань окремих населених пунктів області», відповідно до якого уточнено найменування деяких населених пунктів Київської області. Так, у Козинській сільраді Миронівського району село Салів Хутір уточнено, а фактично перейменоване на село Салів.

## Археологічні розвідки
Поблизу Салова збереглися залишки ранньослов'янського поселення черняхівської культури. На березі Росави розташовані два давніх городища часів Київської Русі: одне з них круглої форми, друге — чотирикутної, яке має назву Батерія. Перше городище складається з чотирнадцяти курганів і розташоване на двох полях, у тому числі й так звана Чубата могила, розрита золотошукачами у 1855 році.

## Відомі люди
- Ведмідь Аліна Петрівна — українська радянська діячка, голова правління колгоспу «Зоря комунізму», Герой Соціалістичної Праці. Народилася у Салові.